# Herb Płońska
Herb Płońska – jeden z symboli miasta Płońsk w postaci herbu.

## Wygląd i symbolika
Herb przedstawia na czerwonej tarczy dwie wolnostojące blankowane wieże z zaznaczonymi wejściami, ze spiczastymi dachami, które zakończone są małymi kulami. Wieże posiadają charakterystyczne ukośne elementy konstrukcji sugerujące ich drewniany charakter. Pomiędzy wieżami znajduje się duża kula, mniej więcej w połowie wysokości wież. Wieże i kule barwy srebrnej, wejścia do wież i elementy konstrukcji oraz obramowania wież i kul barwy czarnej.

## Historia

Herb Płońska obowiązujący do 2012 r.

Herb i pieczęć nadał Płońskowi około 1400 roku wraz z prawami miejskimi książę mazowiecki Siemowit IV.
22 listopada 2012 rada miejska ustanowiła nowy wzór herbu.

## Legenda
Według legendy, herb pierwotnie przedstawiał jedynie dwie wieże, kulę natomiast dodano później. Podczas oblężenia miasta przez obce wojsko (legenda nie precyzuje o jaką wojnę chodzi), Płońszczanie długo i dzielnie bronili swego miasta. Zdesperowany nieprzyjaciel postanowił użyć działa, by złamać ich opór. Dotąd schowane na tyłach, wytoczył przed swe szeregi. Obrońcy zadrżeli z trwogi, gdy ujrzeli małego chłopca, nieświadomego niebezpieczeństwa, spokojnie bawiącego się na zamkowym dziedzińcu. Wszyscy stanęli jak wryci, usłyszawszy huk działa. Wszyscy z wyjątkiem pewnej kobiety, która rzuciła się między dziecko a nadlatującą kulę. I wtedy stał się cud: kamienna kula najpierw znieruchomiała w powietrzu, a następnie łagodnie osiadła na murze między basztami. Dziecko i matka stali cali i zdrowi, a kamień zamienił się w złoto, i złota już kula zalśniła w słońcu na oczach oblegających i obleganych. Wówczas wróg ustąpił i odszedł. Złotą kulę mieszkańcy posłali królowi, na potrzeby obrony kraju, ten zaś w dowód uznania nakazał umieścić jej wizerunek w miejskim herbie.